# The Kickback (filme)
The Kickback é um filme dos Estados Unidos de 1922, do gênero faroeste, dirigido por Val Paul e estrelado por Harry Carey.

## Elenco
- Harry Carey - White Horse Harry
- Henry B. Walthall - Aaron Price
- Charles Le Moyne - Chaaalk Eye (como Charles J. Le Moyne)
- Vester Pegg - Ramon Pinellos
- Mignonne Golden - Conchita Pinellos
- Ethel Grey Terry[2] - Nellie
- James O'Neill